# Аеро-клуб Наша крила Сврљиг
Аеро-клуб „Наша крила” Сврљиг или у пуном називу Месни одбор аеро-клуба „Наша крила” у Сврљигу (скраћено МО АК „НК” Сврљиг) основан је 1930 године, као удружење грађана југа и истока Србије, на простору Моравске бановина, чији је циљ био развој спортског ваздухопловства у Србији и Краљевини Југославији. МО АК „НК” Сврљиг, настао је као Месни огранак Обласног одбора (OO) АК „НК“ у Нишу, када су срески органи власти, уз помоћ генерал Милан Јечменић, и људи углавном дошлих у Сврљиг на службу, покренули основање неколико удружења и клубова у самом Сврљигу, који су у то време, као тек новооснована варошица, доживљавао културни и економски процват. Уз њихову помоћ и подршку клуб је функционисао више од једне деценије, све до почетка Другог светског рата у Југославији, априла месеца 1941. године.

## Историја
Догађаји који су претходини оснивању АК „НК” Сврљиг
Оснивању аеро-клубова у Краљевини Југославији зачето је крајем октобра 1921. године у Београду, у кафани „Код белогорла“, када је основан „Српски аеро-клуб“ од војних ваздухопловних ветерана са Солунског фронта. Потом је 14. маја 1922. године регистрован аероклуб под називом Аеро-клуб Краљевине СХС „Наша крила”, који је од 1935. године, па све до избијања Другог светског рата у Југославији, носио назив Краљевски Југословенски Аеро-клуб „Наша крила“. У оквиру њега налазила се Средишња управа АК „Наша крила“ из Београда која је до 1927. године у ондашњој Краљевини СХС имала осам обласних одбора.
У периоду од краја фебруара 1927. до одржавања Седме редовне годишње Скупштине АК Краљевине СХС „Наша крила“, у Скопљу маја 1928. године, формирана су 24 обласна и 195 месних одбора АК, међу којима је био и Обласни одбор (OO) АК „НК“ у Нишу, основан у првој половини 1927. године.
Први председник ОО АК у Нишу био је генерал Милан Јечменић, тада на дужности команданта Моравске дивизијске области са седиштем у Нишу, који је у првим годинама постојања и рада АК, покренуо популаризацију ваздухопловства, и организацију нових месних одбора по местима Моравске бановине и омасовљавању клуба пријемом нових чланова.
У склопу наведених активности у Моравској бановини, створени су услови да се на 30 километара северно од Ниша у тек новопроглашеној варошици Сврљиг оснује месни аеро-клуба „Наша Крила”, и спортски аеродром, на заравни Грудобран у селу Мерџелат. целокупна активност АК је интензивира у свим областима рада аеро-клуба. Тако су створени су услови да се на 30 километара северно од Ниша оснује месни аеро-клуб Наша крила.

## Активности клуба
Како је током тридесетих година 20. века ваздухопловство служило као моћно средство модернизације, али и идеолошке пропаганде југословенства и династичког државотворства Краљевине Југославије, у том контексту треба сагледати и чињеницу, да је 1930. године председник Месног одбора Аеро клуба “Наша крила“ у Сврљигу био срески начелник Драгољуб Митровић док је за благајника био именован Душан Ј. Петровић, шеф пореске управе.
Године 1936. Месни управни одбор краљевског југословенског Аеро-клуба “Наша крила“ у Сврљигу, у дане 19. до 21. августа 1936. године приредио је, на своме аеродрому званом „Грудобран“, у атару села Мерџелата – „Ваздушно крштење – аеро-дан“, на коме је учешћа узео један друштвени школски аероплан.
Да би се обезбедила средства за рад Аеро-клуба, првог дана аеро митинга у Сврљигу, у вечерњим часоваима у дворишту – парку црквене порте у Сврљигу Управа је организовала „Кермес“ (добротворну забаву) како би што прикупили средства. На „Кермес“ је позвано “грађанство целога среза и околине, да узме учешћа и видно манифестује своју љубав према нашем ваздухопловству, које је будни чувар нашег плавног неба“. Поред љубави према ваздухопловству учесници кермеса су плаћали улаз 3 динара, а „летење на аероплану“ је коштало 10 ондашњих динара, за чланове, а за будуће чланове исто толиок, плус 12 динара чланарине, пошто се после летења постаје члан. Приступ аеродрому био је бесплатан.
У Извештају о раду Обласних одбора са Земаљске скупштине Аеро-клуба Краљевине Југославије „Наша крила“ за 1935. годину, наводи се податак да је у свим месним одборима одржано по једно предавање, а у Сврљигу два предавања, која су имала за циљ популаризацију ваздухопловства.

## Престанак рада
Клуб је престао са радом априла 1941. године након окупације Краљевине Југославије у Другом светском рату. Од Другог светског рата, Аеро-клуб Наша крила Сврљиг и аеродром Грудобран код Мерџелата више нису имао никакву функцију, а у првих пар послератних година сврљишки основци ту су одлазили на једнодневне излете, да би данас то место постало потпуно запостављено.